# Município de Farmington (condado de Davie, Carolina do Norte)
Localização da Carolina do Norte nos E.U.A.
O município de Farmington (em inglês: Farmington Township) é um município localizado no  condado de Davie no estado estadounidense da Carolina do Norte. No ano 2010 tinha uma população de 11.313 habitantes.

## Geografia
O município de Farmington encontra-se localizado nas coordenadas 36° 00′ 13,42″ N, 80° 31′ 20,45″ O.